# Parafairmairia ejaculatoria
Parafairmairia ejaculatoria är en insektsart som beskrevs av Mamet 1959. Parafairmairia ejaculatoria ingår i släktet Parafairmairia och familjen skålsköldlöss.
Artens utbredningsområde är Madagaskar. Inga underarter finns listade i Catalogue of Life.